# Émerson Carvalho da Silva
Émerson Carvalho da Silva (sinh ngày 5 tháng 1 năm 1975) là một cầu thủ bóng đá người Brasil.

## Đội tuyển bóng đá quốc gia Brasil
Émerson Carvalho da Silva thi đấu cho đội tuyển bóng đá quốc gia Brasil từ năm 2000.

## Thống kê sự nghiệp
| Đội tuyển bóng đá Brasil | Đội tuyển bóng đá Brasil | Đội tuyển bóng đá Brasil |
| Năm                      | Trận                     | Bàn                      |
| ------------------------ | ------------------------ | ------------------------ |
| 2000                     | 3                        | 0                        |
| Tổng cộng                | 3                        | 0                        |